# 70942 Vandanashiva
70942 Vandanashiva è un asteroide della fascia principale. Scoperto nel 1999, presenta un'orbita caratterizzata da un semiasse maggiore pari a 2,5930674 au e da un'eccentricità di 0,2386402, inclinata di 4,22259° rispetto all'eclittica.
L'asteroide è dedicato all'attivista indiana Vandana Shiva.